# Gerhard von Maydell
Gerhard Gustav Ludwig, baron von Maydell (en russe : Гергард Людвигович Майдель), né le 1er mai 1835 à Tartu et mort le 17 août 1894 à Coblence, est un explorateur, cartographe et ethnologue russe.  
Il est connu pour ses recherches pionnières en Extrême-Orient russe.

## Biographie
Gerhard von Maydell est né en Estonie dans une famille d'artistes d'une famille noble germano-balte. Il va à l'école à Tallinn et entre 1854 et 1858, il étudie à l'Université de Tartu, où il obtient son diplôme en 1859. Il se rend en Sibérie dès la fin de ses études pour participer à l'expédition de la Société géographique impériale russe dans le territoire de l'Amour et sur l'île de Sakhaline en tant qu'assistant de Friedrich Schmidt, mais il tombe malade et est forcé de rester à Irkoutsk. En 1860, il est nommé officier au service du gouverneur d'Irkoutsk puis chef de la police de district et sert dans les districts d'Olyokma et de Vilyuy dans la région de Kolyma de 1862 à 1870,.
En 1868, il est chargé par le gouverneur général de la Sibérie orientale d'entreprendre une expédition dans les zones inexplorées de la Yakoutie au nom de l'Académie russe des sciences. L'expédition est composée d'un petit groupe comprenant l'ethnographe Karl Karlovich Neyman et le topographe P. Afonasiev,. Après avoir traversé la chaîne du Tas-Khayakhtakh dans la partie nord du vaste système montagneux Tcherski, il découvre le plateau inhabité de Yana, situé entre le fleuve Yana à l'ouest et la chaîne principale de la chaîne Tchersky à l'est. En continuant le long de la rivière Selennyakh, un affluent gauche de l'Indigirka, le groupe traverse avec des rennes la plaine d'Aby et le plateau d'Alazeya et atteint Srednekolymsk. De là, il descend la Kolyma gelée en traîneau à chiens et, au printemps 1869, le groupe atteint l'embouchure de son affluent droit, la rivière Little Anyuy. En direction du sud-est, tout le cours de la rivière Bolshoy Anyuy (en) est explorée et sa source est atteinte dans les hauts plateaux de l'Anadyr. Il continue en direction du golfe d'Anadyr qui est rejoint à l'automne. De là, le détachement se dirige droit vers l'ouest et atteint le village de Markovo.
À Markovo, le groupe se divise en deux, Neyman et Afonasiev se dirigeant vers le nord-ouest jusqu'à l'embouchure de la Kolyma pour explorer les îles Medveji. Afonasiev s'est ensuite dirigé vers le sud-ouest sans guides locaux vers une zone montagneuse autrefois inexplorée, traversant le cours supérieur des rivières Bolshoy Anyuy et Oloï et atteignant les montagnes Anyuy, ainsi que la chaîne d'Oloy et l'Ush-Urekchen (en). Il est également le premier à cartographier une section de 550 km de la rivière Omolon. Pendant ce temps, Maydell, se dirigeant vers le sud-ouest de Markovo, traverse la rivière Penjina et atteint la rivière Gizhiga en décembre 1869, étant le premier à découvrir, traverser et cartographier deux chaînes des hauts plateaux des Koriaks séparées par l'Oklan (en), un affluent de la Penjina, la chaîne Ichigem, au nord et le plateau d'Oklan au sud. Au début de 1870, il revient par le même chemin à Markovo. En mars, après un mois de repos, il se dirige vers le nord-ouest jusqu'aux sources de la rivière Yablon, un affluent droit de l'Anadyr. Il traverse la chaîne d'Anyuy, atteint la rivière Maly Anyuy et descend à Nijnekolymsk pour retrouver les autres membres de l'expédition.
À l'été 1870, le groupe se sépare de nouveau. Neyman et Afonasiev remontent la Kolyma jusqu'au village de Zyryanka et, par les cours supérieurs de l'Omulyovka (en) et de la Nera, ils atteignent Oïmiakon après avoir traversé les chaînes Moma et Tchersky. Pendant ce temps, Maydell traverse la plaine de la Kolyma. Il cartographie les chaînes de plaine de Suor-Uyata (en) et d'Oulakhan-Sis, atteignant l'Indigirka. En parcourant 100 km en amont, il découvre que l'Ulakhan-Sis est séparé du plateau d'Alazeya par la plaine d'environ 50 km de large de la rivière Shangina (en), un affluent droit de l'Indigirka. En traversant la rivière vers l'ouest, il atteint le lac Ozhogino et cartographie la chaîne Polousny encore inexplorée.
En raison du terrain souvent difficile, avec des marécages et des rivières souvent infranchissables, Maydell considérait que l'expédition avait globalement échoué. Les résultats de l'expédition ont ensuite été évalués par l'académicien éminent de l'Académie impériale des sciences Karl Ernst von Baer. Au cours des décennies suivantes, les travaux de Maydell furent soumis à un examen plus approfondi et, malgré l'attitude critique des chercheurs ultérieurs, le géologue soviétique Sergueï Obroutchev, de l'Académie des sciences de l'URSS, adopta un avis positif. Bien que les travaux de Maydell sur l'orographie de l'Extrême-Nord-Est contiennent des inexactitudes, ils ont contribué à développer lentement les connaissances sur cette vaste région.

## Travaux
Maydell a pris de nombreuses notes sur les langues des Evenki, des Yukaghir et des Évènes de la région d'Anadyr. Ses dictionnaires et échantillons linguistiques résultant de son travail auprès du peuple sibérien d'Extrême-Orient ont été étudiés et traités par Anton Antonovitch Schifner de l'Académie impériale des sciences :
- 1871 : Ответы Чукотской Экспедиции на вопросы академика Бэра, in Известия Сибирского отделения Русского географического общества, 1-2.
- 1884 : Aus Transhbaikalien,in Baltische Monatsschrift, 4-5.
- 1893-1896 : Reisen und Forschungen in Jakutskischen Gebiet Ostsibiriens in den Jahren 1861-1871, Saint-Pétersbourg.

## Honneur
- Bukhta Maydell (бухта майдель), une baie près de Vladivostok, a été nommée en son honneur.